# Coloceras
Coloceras är ett släkte av insekter. Coloceras ingår i familjen fjäderlöss.
Kladogram enligt Catalogue of Life:
| Coloceras | \| \| Coloceras harrisoni \| \| \| \| \| \| Coloceras novaeseelandiae \| \| \| \| |
|           | \| \| Coloceras harrisoni \| \| \| \| \| \| Coloceras novaeseelandiae \| \| \| \| |
|           | Coloceras harrisoni                                                               |
|           |                                                                                   |
|           | Coloceras novaeseelandiae                                                         |
|           |                                                                                   |